# Фабрис Лардро
Фабрис Лардро (на френски: Fabrice Lardreau) е френски писател на произведения в жанра съвременен роман.

## Биография и творчество
Фабрис Лардро е роден през 1965 г. в Париж, Франция. Страстен планинар, от юношеството си практикува каране на ски, катерене и туризъм. Учи комуникация в Сорбоната и получава магистърска степен от CELSA. Свири в рок групи в продължение на 20 години.
Дълго време е бил сътрудник на списание „Ателие дьо роман“ и е водил хроника в предаването „Между редовете“ на Радио Франс Ентернасионал. Журналист е в списание „La Montagne & Alpinisme“ (на Френския алпийски клуб) и е редовен сътрудник на списание „Transfuge“. Пише в колективния блог „Les sept mains“ (Седемте ръце).
Започва да пише двадесетгодишен, първоначално поезия, а после романи. Първият му роман, „Les Draps de papier ” (Листове от хартия), печели стипендията „Cino Del Duca“ и е публикуван през 1994 г. Романът му „Quelqu'un marche là-haut ” (Някой се разхожда там, горе) е удостоен с литературната награда „Морван“.
Романът му „Безвремие“ от 2004 г. е оценен високо от критиката и е преведен на няколко езика.

## Произведения
- Les Draps de papier (1994)
- Une fuite ordinaire (1997)
- Les tirages flous ne sont pas facturés (1998)
- Quelqu'un marche là-haut (2000)
- Contretemps (2004)
Безвремие, изд.: „Сиела“, София (2008), прев. Рени Йотова
- Nord absolu (2009)
- Versants intimes (2010)
- Un certain Pétrovitch (2011)
- Cimes intérieures (2013)
- Le carrefour invisible – Une chronique française (2017)
- Duetto Vladimir Nabokov (2018)
- La guerre de sécession (2018)
- Le RER – nos lignes de vie (2018)